# Rivalité entre Antoine et Johnny Hallyday
La rivalité entre Antoine et Johnny Hallyday correspond à un épisode de l'histoire de la chanson française, dans les années 1960, durant lequel ces deux idoles françaises de l'époque se sont apostrophées par chansons interposées.
En 1966, Antoine, nouveau venu dans le paysage de la chanson en France, connaît un succès fulgurant avec le titre Les Élucubrations d'Antoine, où au détour d'un couplet, il mentionne Johnny Hallyday, déjà confirmé vedette depuis 1960. Johnny ne s'en formalise guère, mais Antoine récidivant dans Je dis ce que je pense, je vis comme je veux, Johnny Hallyday réplique avec la chanson Cheveux longs et idées courtes, et retrouve les sommets des hit parade. L'un devra beaucoup à l'autre dans cette querelle et réciproquement. 

## Histoire

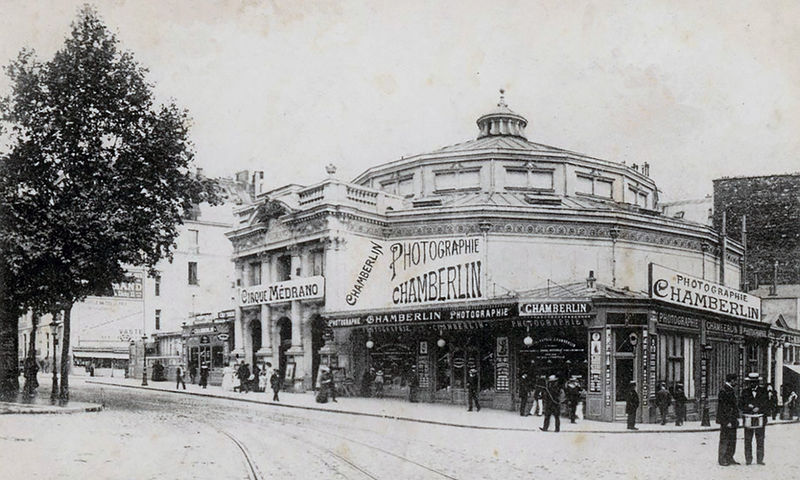
Le cirque Medrano, élément de la controverse entre les deux artistes.

Depuis son retour du service militaire, durant l'été 1965, Johnny Hallyday peine à retrouver le succès de ses débuts, ses nouvelles chansons ne s'imposent pas comme des hits, musicalement il se cherche et sa popularité à ce moment de sa carrière décline quelque peu.
C'est dans ce contexte qu'arrive sur les ondes Les Élucubrations d'Antoine, chanson du nouveau poulain de la firme Vogue, Antoine. Ce dernier avait déjà rencontré Johnny des années plus tôt pour lui demander un autographe au théâtre municipal de Grenoble. Le manager d'Antoine n'est autre que le premier imprésario de Johnny Hallyday (du temps de sa période Vogue, 1960-1961), Georges Leroux. Pour le chanteur aux chemises à fleurs et aux cheveux longs, Hallyday incarne déjà le passé, et il le chante :

« Tout devrait changer tout le temps / Le monde serait bien plus amusant / On verrait des avions dans les couloirs du métro / Et Johnny Hallyday en cage à Medrano. »

La chanson est un succès, devient numéro un et reste dix-neuf semaines au top 100. Interrogé par le mensuel Formidable (lié à RTL, Salut les copains l'étant de son côté à Europe 1), Johnny répond en riant qu'"il n'y a que la bonne humeur qui compte". Toutefois, quand Antoine récidive dans Je dis ce que je pense, je vis comme je veux :

« Je dis ce que je pense, je vis comme je veux / Je mets Johnny en cage, j'aime pas Edith Mathieu. »

Johnny répond à la provocation avec Cheveux longs et idées courtes et ces vers au détour d'un couplet : 

« Si les mots suffisaient pour tout réaliser / Assis sur son derrière avec les bras croisés / Je sais que dans une cage je serais enfermé / Mais c'est une autre histoire que de m'y faire entrer / Car il ne suffit pas d'avoir les cheveux longs. »

Signée Gilles Thibaut pour les paroles et Johnny Hallyday pour la musique, Cheveux longs et idées courtes fait jeu égal avec Les élucubrations d'Antoine, et reste classé vingt-quatre semaines au top 100, dont cinq en première place.

Cette rivalité par chansons interposées offre à Antoine une position de challenger de premier plan, et celle de Johnny renoue avec le succès. France Gall dénonce en musique cette querelle avec le titre La Guerre des chansons, tandis qu'Eddy Mitchell, avec le titre Chronique de l'an 2000, se pose en arbitre et imagine en conclusion de sa chanson à l'humour caustique, ce que pourrait être la réponse des deux intéressés : 

« Laisse-nous profiter de cette publicité ! »

La promotion est en effet bien orchestrée ; ainsi Albert Raisner, animateur de l'émission télévisée Âge tendre et têtes de bois, invite (le 25 mai 1966), les deux idoles : « Il y avait sur le plateau Johnny d'un côté et moi de l'autre », se rappelle Antoine, qui évoque un « coup marketing ». L'émission est en direct, Antoine et Les Problèmes chantent Les contres élucubrations problématiques sur un faux ring aménagé ; Johnny Hallyday chante Cheveux longs et idées courtes, tandis qu'Antoine modifie au vol les paroles de sa chanson Une autre autoroute, dont le dernier vers est : 

« Alors tu reprends la route et tu vas dire au loin, le mal n'est pas le mien, mais tu sais que les gens n'entendent rien »

 qu'il transforme en : 

« mais tu sais qu'Hallyday ne comprend rien »

Toujours à la télévision, sous la caméra d'Abel Gance et sur l'air de la Carmagnole, qu'il parodie, c'est cette fois Johnny Hallyday qui se moque d'Antoine : 

« Antoine est arrivé résolu à nous faire tomber sur le cul - ... - Mais son coup a manqué et l'a le nez cassé - Dansons la Carmagnole vive le... »

En 1978, Antoine récidive avec Les Élucubrations revisited, où il chante :

« Oh, Yeah ! Il est passé là dessus près de quinze ans -  Et Johnny Hallyday est aussi beau qu'avant - Faudrait l'exposer mais y a plus de Medrano - D'ailleurs c'est pas une cage qu'il lui faudrait, c'est tout un zoo. »

Cette fois, Johnny Hallyday ne répond pas.
Au début des années 2000, les deux chanteurs sont à nouveau concurrents, cette fois par publicités interposées, à la télévision, pour des chaînes de magasins d'opticiens. Après le décès de Johnny Hallyday en 2017, Antoine témoigne de son affection à l'égard du rockeur : « Cette guéguerre, c'était rigolo ! (…) Beaucoup plus tard, on est montés sur scène ensemble et encore plus tard, il m'a demandé des conseils pour acheter un bateau ».

## Discographies correspondantes
- Antoine
  - Les Élucubrations d'Antoine - EP Référence : Vogue EPL 8417 - sorti 1966[11]
  - Je dis ce que je pense et je vis comme je veux - EP Référence : Vogue EPL 8445 - sorti mai 1966[12]
  - Les élucubrations revisited - 45 tours Référence : Barclay 62586 - sorti 1978[13]
- Johnny Hallyday
  - Cheveux longs et idées courtes - EP Référence : Philips 437228 BE - sorti le 10 mai 1966[14], (et album La génération perdue sorti le 19 octobre)
- France Gall
  - La guerre des chansons - 45 tours Référence : Philips B.373875F - sorti 1966[15]
- Eddy Mitchell
  - Chronique pour l'an 2000 - EP Référence : Barclay 71053 - sorti juillet 1966[16]